# Vjacseszlav Anatolijovics Sevcsuk
Vjacseszlav Anatolijovics Sevcsuk (ukrán betűkkel: В'ячеслав Анатолійович Шевчу́к; Luck, 1979. május 13. –) ukrán válogatott labdarúgó, jelenleg a Sahtar Doneck játékosa. Posztját tekintve balhátvéd.

## Pályafutása

### Klubcsapatokban
2005 óta tagja a Sahtar Doneck csapatának. előtte megfordult számos csapatban, melyek a következők voltak: Podijja Hmelnickij (1996–97), Metalurh Zaporizzsja (1999–2000), Metalurh Doneck (2002), Sinnyik Jaroszlavl (2002–04), Dnyipro Dnyipropetrovszk (2004–05).
Első gólját 2011. augusztus 7-én szerezte az FK Krivbasz ellen egy 2–0-s hazai győzelem alkalmával.
Ötszörös bajnok és háromszoros kupagyőztes illetve 2009-ben UEFA-kupát nyert a Sahtar tagjaként.

### Válogatottban
A felnőtt nemzeti csapatban 2003. június 11-én debütálhatott egy Görögország elleni Eb-selejtező mérkőzésen, melyen 1–0-s vereséget szenvedtek az ukránok.
Az Európa-bajnoki keretszűkítést követően a szövetségi kapitány Oleh Blohin nevezte őt a 2012-es Eb-re készülő 23 fős keretébe.

## Sikerei, díjai
Sahtar Doneck
- Ukrán bajnok: 2005–06, 2007–08, 2009–10, 2010–11, 2011–12
- Ukrán-kupagyőztes: 2008, 2011, 2012
- UEFA-kupa: 2008–09